# Mark Levin
Mark Reed Levin (* 21. září 1957 Filadelfie) je americký právník, spisovatel a rozhlasový moderátor. Moderuje vlastní syndikovanou talk show The Mark Levin Show, a talk show Life, Liberty & Levin na Fox News.
Levin dříve pracoval pro vládu Ronalda Reagana a byl ředitelem kanceláře ministra spravedlnosti Edvina Meeseho. Je bývalým prezidentem nadace Landmark Legal Foundation, autorem řady bestsellerů na žebříčku New York Times a píše komentáře na aktuální témata pro mediální společnosti jako National Review Online. Od roku 2015 byl šéfredaktorem časopisu Conservative Review a je znám pro své výbušné komentáře.
Mediálními společnostmi New York Times, CNN a Politico je charakterizován jako pravicový komentátor. Často kritizuje stanoviska politiků Demokratické strany i vlažných členů strany Republikánské. V prezidentských republikánských primárkách roku 2016 zprvu podporoval Teda Cruze, ale později podpořil Trumpovu nominaci, a poté, co se Trump ujal úřadu prezidenta, se stal jeho silným příznivcem.